# Zeitschrift für Zivilprozess
Die Zeitschrift für Zivilprozess (ZZP) ist eine vierteljährliche juristische Fachzeitschrift (Auflage 750 Exemplare) aus dem Carl Heymanns Verlag mit einem Schwerpunkt auf prozessualen Fragen der deutschen und ausländischen Zivilgerichtsbarkeit. Sie veröffentlicht Abhandlungen, Entscheidungen und Buchrezensionen. 
Bis zum 63. Jahrgang 1942 firmierte die Zeitschrift unter dem Titel Zeitschrift für deutschen Zivilprozess. 

## Herausgeber
- Dieter Leipold, Freiburg
- Karl-Heinz Schwab †, Erlangen,
- Rolf Stürner, Freiburg